# Metacorimus mroczkowskii
Metacorimus mroczkowskii es una especie de coleóptero de la familia Silvanidae.

## Distribución geográfica
Habita en Camerún.